# Toxorhina kokodae
Toxorhina kokodae är en tvåvingeart som beskrevs av Alexander 1951. Toxorhina kokodae ingår i släktet Toxorhina och familjen småharkrankar. Inga underarter finns listade i Catalogue of Life.